# Pseudocatharylla zernyi
Pseudocatharylla zernyi là một loài bướm đêm trong họ Crambidae.